# Syneches tibetanus
Syneches tibetanus är en tvåvingeart som beskrevs av Yang 1987. Syneches tibetanus ingår i släktet Syneches och familjen puckeldansflugor. Inga underarter finns listade i Catalogue of Life.